# Konzervacija predmeta od drva
Konzervacija predmeta od drveta jedna je od disciplina unutar konzervacije restauracije predmeta kulturne baštine. Posvećena je konzervaciji kako povijesnih tako i arheoloških predmeta od drveta. Temeljni principi konzervacije drvenih predmeta jednaki su kao i kod drugih predmeta kulturne baštine, znači prije svega usmjerenost ka striktnom poštovanju i što boljem očuvanju izvornosti samog predmeta na kojem se radi. Reverzibilnost te uočljivost rekonstruiranih dijelova kao i mogućnost ponavljanja zahvata također su vrlo važne. Konzervator restaurator drvenih predmeta mora poznavati osnove tehnologije drva, povijest umijeća obrade istog, ali i temeljne uzroke propadanja predmeta, te barem osnove arheologije i povijesti umijetnosti. Vrlo je važno i poznavanje suvremene teorije i prakse konzerviranja restauriranja ovog materijala,te konzervatorske etike i osnova znastvenog ispitivanja predmeta.

## Tehnološka svojstva

### Meke vrste drveta
- lipa
- cedar
- jela
- smreka

### Tvrde vrste drveta
- hrast
- trešnja
- javor
- tikovina
- mahagonij

## Osnove obrade
- piljenje
- rezbarenje
- tokarenje

## Konzervacija povijesnih objekata

### Dokumentiranje zatečenog stanja
Sustavno i kvalitetno vođena dokumentacija se danas podrazumijeva kao bitan preduvjet kvalitetno provedenog konzervatorsko restauratorskog tretmana, a uključuje kako dokumentiranje stanja predmeta prije, tijekom i nakon zahvata, tako i obavezno navođenje svih materijala i postupaka korištenih pri radu, kao i rezultate eventualnih znanstvenih ispitivanja provedenih na predmetu. Sastavni dio dokumentacije mora biti i preporuka za daljnje čuvanje predmeta.

### Promišljanje o opsegu i posljedicama zahvata
Poželjno je da u ovo promišljanje bude uključeno što više stručnjaka,kao minimum možemo uzeti povjesničara umjetnosti,stručnjaka za propadanje drveta,te samog konzervatora restauratora.

### Čišćenje
- mehaničko
- kemijsko
- lasersko

### Konsolidacija drveta
Istraživanja i nove spoznaje u konzervaciji – restauraciji kulturnih dobra, prilikom procesa stabilizacije (konsolidacije) drveta ili drvenih nosioca ukazuju na oprez i pažljiv odabir korištenih metoda i materijala. Glavni aspekti na koje treba obratiti pažnju su: kompatibilnost s originalom prodornost konsolidanata u drvnu građu inertnost prema osnovnom i slikanom sloju reverzibilnost postupka, ako je moguće. Ne postoji univerzalno rješenje i svaki objekt zbog različitih faktora (vrsta drveta, starost, izloženost lokalnim uvjetima, oštećenost, dimenzije, vlažnost itd.) zahtjeva individualni pristup rješavanju stabilizacije. Procesu stabilizacije u konzervaciji treba pristupiti u slučajevima kada je bitno narušena čvrstoća drvenog nosioca i ako je ikako moguće treba ju provoditi djelomično. Nije nužno da se cijeli objekt tretira ako to nije stvarno neophodno.

#### Temeljne postavke
Konsolidacija ili učvršćenje drveta je direktna aktivnost na objektu interesa s ciljem stabiliziranja drvne građe i usporavanja daljnjeg propadanja kulturnog dobra. Takav zahvat definiramo kao trajnu promjenu na kulturnom dobru i svrstavamo ga u konzervatorske postupke. Učvršćenje ili konsolidacija izvodi se na drvenom objektu (parcijalno ili u cijelosti) kada je došlo do većeg biološkog oštećenja odnosno oštećenja uzrokovanog utjecajem kukaca i/ili gljivicama te kada je tim procesom narušena strukturalna stabilnost drvenog objekta ili nosioca. Također, valja napomenuti da je reverzibilnost u primjeni konsolidanata diskutabilna tema, ali da je naglasak stavljen na kompatibilnost materijala i reverzibilnost postupka.

#### Povijesni aspekt
Veliki problem kroz povijest bilo je pronaći prikladan konsolidant za drvnu građu. Tek u 20 stoljeću razvile su se prikladnije metode kompatibilne zahtjevima suvremenog pristupa konzervaciji - restauraciji. Tutkalo odnosno bjelančevine glutina ili kazeina među prvima je u povijesti primijenjen konsolidant te se i danas, ali vrlo rijetko, preporuča u nekim specifičnim slučajevima trulog ili crvotočnog drvenog nosioca. Njegov način primjene proteže se od nanošenja kistom do tutkalnih kupki u koje se uranja cijeli objekt. Primjenom raznih aditiva možemo učiniti drveni nosioc vodootpornim do toga da je sam konsolidant nepovratan. Korišteni aditivi uključivali su formalin, kalij-bikromat, tanin, laneno ulje, venecijanski terpentin i sl. Rjeđa otopina ljepila penetrira jako dobro u trulo drvo i pokazuje zadovoljavajuće stabilizacijske rezultate. Također konsolidira i crvotočno drvo s nešto slabijom efikasnošću nego trulo. Osnovni nedostaci ovog konsolidanta su u tome što se drveni nosioc deformira i povećava volumen. Uz to bjelančevine predstavljaju hranu za kukce, a prisustvo lanenog ulja i/ili venecijanskog terpentina u potpunosti su neprihvatljivi.
Sušiva ulja – laneno ulje. Literatura ranog 18 stoljeća opisuje impregnaciju drveta s vrućim lanenim uljem. U 20 stoljeću koristi se ili kao topli ili kao hladni konsolidant često sa smolnim aditivima. Često su korišteni dodaci terpentina u želji da se postigne bolja prodornost. Laneno ulje prodire duboko u drvo i sljepljuje drvenu prašinu u gumi sličnu mješavinu, ali bez pravog učvršćenja. Suši se vrlo sporo i drvo impregnirano ili tretirano lanenim uljem apsorbira više vlage i ekspandira više nego netretirano drvo. Poznato je i kinesko drveno ulje koje je korišteno kao konsolidant početkom 20-tog stoljeća, a njegova se primjena protezala čak do 1962. godine. Takav premaz nakon zagrijavanja postaje vrlo tvrd. Zbog tamnjenja drveta i neujednačenih mrlja na površini danas više nije u primjeni. Voskovi i voštano smolne mješavine. Pčelinji vosak, karnauba vosak i mineralni (parafinski) vosak korišteni su kao konsolidanti gdje su se objekti zaranjali u vruće voštane kupke, a često se drvo prethodno premazivalo tutkalom. Iako kao tradicija antičkog ganosisa, potpuna je konsolidacija u voštanoj kupki prvi puta poduzeta kao eksperiment 1902. godine. Postojale su mnoge recepture voštanih kupki. 
Efekti kupki su sljedeći: Promjena boje slikanog sloja, Može uzrokovati gubitak metalnih aplikacija (zlatni listići), Diskoloriranje drvenog nosioca (masne mrlje), Razdvajanje dijelova slijepljenih tutkalom, Pucanje drveta zbog visokih temperatura kupki Eksperimenti su pokazali da je stabilizacijski efekt pčelinjeg voska minimalan, a za razliku od mišljenja iz prošlosti drvo tretirano pčelinjim ili parafinskim voskom također apsorbira vlagu. Po svoj prilici to se događa zbog smanjenja volumena voska prilikom sušenja te dolazi do kreiranja finih kapilara između drvne građe i voska. Prirodne smole, vosak i laneno ulje do prije 50 godina bili su jedini prikladni materijalni za konsolidiranje crvotočnog drveta. U svrhu konsolidiranja prirodne smole jantara, damara i kolofonija otapaju se u organskim otapalima ili kuhaju u sikativiziranim sušivim uljimama. Jantar kuhan u lanenom ulju koristio se do cca 1930. godine dok se nije pokazalo kako tako tretiran objekt ima jako smeđi efekt. Damar otopljen u tetrakloru ili ksilenu kao konsolidant za drvo preporuča se u literaturi s kraja 19. stoljeća. Kolofonij često je korišten kao jeftinija zamjena skupocjenih smola jantara i damara, a veliku ulogu imao je i kao dodatak voštanim kupkama. Zbog jakog smeđeg efekta i sklonosti pucanju izbačen je iz upotrebe. Šelak se koristi za premazivanje drveta koje nije izloženo atmosferilijama. Šelak loše penetrira u drvo i postiže slabe rezultate kao konsolidant. 
Prvenstveno se koristi kao politura. Celulozni esteri, tj. njihova dva derivata (celuloza nitrat i acetilceluloza) početkom 20. stoljeća postaju važni konsolidanti za drvo. Zapon lak prvi je celuloza nitrat produkt koji je stigao na tržište kao bezuljni lak. To je bio veliki korak naprijed u odnosu na dotada korištene konsolidante. Acetilceluloza se pokazala postojanijom i stabilnijom od celuloze nitrata i u potpunosti je zamijenila kao konsolidant. 1931. godine na tržištu se pojavljuju metil celuloze i karboksi metil celuloze kao bezbojna ljepila. Ti celulozni esteri snažno bujaju u vodi te se stoga nisu pokazali prikladnim za konsolidaciju drveta. Vodene disperzije umjetnih smola Od 1950. godine umjetne smole zamjenjuju tutkalna i kazeinska lijepila koja su do tog vremena bila standard. Polivinil alkoholi, polivinil acetati, polivinil metil esteri, poliakrilne kiseline, polivinil kloridi te poliakril esteri kao konsolidanti za drvo dolaze na tržište. Ovi se materijali počinju koristiti i prije nego što su sva njihova svojstva, čistoća, postprodukti, itd. ispitani. Osnovni problem što je voda, dodana tim umjetnim smolama, u disperziji te tako uzrokuje širenje drveta u unutrašnjosti. Daljnji problem je u tome što neki korišteni materijali imaju sposobnost migrirati u originalnu supstancu, a o njihovim procesima starenja nema jasnih spoznaja. Također, jedan od problema kod korištenja nekih od ovih materijala je u stvaranju vodonepropusnog površinskog sloja koji zadržava prethodno zarobljenu vodu te zbog veličine molekula konsolidant ne penetrira duboko u drvo i javlja se mogućnost stvaranja pukotina prilikom sušenja. Monomeri i epoksidne smole Osnovna je karakteristika ovih materijala je da polimeriziraju u samoj drvenoj građi te ne trebaju otapalo i ne gube na volumenu. Ipak, usprkos dobrim karakteristikama, zbog visoke viskoznosti ne penetriraju duboko u drvo, a i prilikom polimerizacije dolazi do visokih temperatura reakcije (100°C-110°C) što isušuje i oštećuje drvo. Danas postoji manji broj epoksidnih smola koje polimeriziraju tzv. hladnim procesom i pogodne su za konsolidaciju crvotočnog drveta.

#### Konsolidacija drveta danas
Danas ne poznajemo materijal koji bez zadrške možemo preporučiti za sve primjene i još uvijek su sve tehnike vezane za: prodornost konsolidanta u drvenu građu promjena boje drveta promjena volumena drveta temperatura reakcije efekt na slikanom sloju. Do jednog ili više od gore navedenih problema obično dolazi kada se razmatra konsolidacija drvenog nosioca. Prodornost konsolidanta u drvo možemo klasificirati kao nepredvidljiv tok jer se prodornost mijenja kako konsolidant prodire u drvenu građu. Koristeći integriranu formu Darcyevog zakona o tekućinama i pretpostavljajući da je prodornost konstanta s dužinom daje jednadžbu za izračunavanje promjenjivosti apsorpcije.
Upojnost je osnovna karakteristika koja određuje tok konsolidanta tijekom postupka konsolidacije. Postoje mnogi faktori koji utječu na upojnost kao što su veličina pora i crvotočina, vlažnost drveta itd. Općenito upojnost je veća kod rubnog dijela nego kod srčike drveta i značajno je veća u longitudinalnom nego u transverzalnom smjeru. U mekšem drvetu veličina razmaka između godova također određuje upojnost, dok je kod tvrdog drveta stvar kompleksnije naravi zbog vrlo malih ili gotovo nikakvog razmaka među godovima. Drugi čimbenici poput svojstva tekućina (npr. polaritet otapala) također utječu na upojnost. Općenito, drvo je upojnije za nepolarna nego polarna otapala. Gornja jednadžbe ukazuje i da će povećanje tlaka pogodovati upojnosti te da je frakcijska volumenska apsorpcija proporcionalna kvadratu vremena.
Promjena boje drveta, tj. konsolidanti i otapala koji je uzrokuju, općenito ne smatraju se prihvatljivim.
Do promjena volumena drveta dolazi zbog korištenja otapala kao prijenosnika konsolidanta u unutrašnjost drvne građe. Voda kao otapalo ima najveći faktor promjene volumena uz svojstvo da u potpunosti i izlazi iz drveta i time ne utječe trajno na promjene u drvetu. Za razliku od vode, organska otapala manje utječu na promjene volumena, no s obzirom na to da ne izlaze u potpunosti iz drvne građe mogu reagirati s originalnom strukturom i trajno promijeniti volumen drveta. Monomeri i epoksidne smole ne mijenjaju volumen, ali nisu primjereni za svaku upotrebu.
Temperatura reakcije prvenstveno se odnosi na monomere i epoksidne smole. Njihovom polimerizacijom dolazi do egzotermne reakcije koja zbog visokih temperatura, koje mogu dosezati i do 130°C, uzrokuje isušivanje i oštećenja drvne strukture.
Konsolidanti korišteni danas za drvo oštećeno gljivicama (truleži) Uglavnom koriste se umjetne smole koje zbog viskoznosti otopina prodiru vrlo efikasno čemu možemo zahvaliti i poroznosti drveta napadnutog gljivicama. Ako se koristi dugo isparavajuće otapalo distribucija konsolidanta je vrlo dobra. Nedovoljna koncentracija smanjuje jačinu drvne građe, jer zbog značajnog povećanja težine drveta prilikom konsolidacije, vlakna u drvetu mogu biti razdvojena i mala količina smole teško nadoknađuje takav gubitak u jačini. Ohrabrujući rezultati postignuti su na testovima sa srednjom do velikom koncentracijom umjetnih smola (Pleksigum P28, 30-40% otopljenom u white spiritu; Mowilith 30, 20%-tna otopina u toluenu).
Konsolidanti korišteni danas za drvo oštećeno insektima Osnovno svojstvo drva oštećena insektima je gubitak strukturne jačine zbog crvotočnih kanala ali ne i zbog kemijskih promjena same drvne građe (kao što je drvo oštećeno gljivicama). Dobre rezultate u konsolidaciji tako oštećenog objekta pokazuju srednje koncentracije (Butvar B90, 20%-tna otopina u toluenu ili etanolu; Pleksigum P28, 20-30% otopljenom u white spiritu; Paraloid B72, 20%-tna otopina u toluenu ili etanolu, danas korištenom zbog smanjenog štetnog utjecaja na zdravlje čovjeka). Velika viskoznost otopina umjetnih smola nedovoljno prodire u drvo i zadržava se na površini, dok manje viskozne otopine prenose premalo konsolidanta u oštećeno drvo. Moguće je prvo tretirati drvo slabijom, ali vrlo prodornom otopinom, a nakon toga s otopinom veće koncentracije. Epoksidne smole male viskoznosti (Araldit AY 130 + HV 956) ostaju fluidne duže vrijeme, dobro se distribuiraju i vezuju praškastu građu u crvotočnim kanalima.
U eksperimentalnim usporedbama Butvar daje veća poboljšanja u čvrstoći i gustoći od Paraloida B72 s naznakama da Butvar B98 daje veću čvrstoću od Butvara B90. S druge strane Paraloid B72, iako limitiranih konsolidantskih mogućnosti daje veći izbor u kreiranju otopina manjeg viskoziteta. Eksperimenti ukazuju i da bi polarna otapala mogla biti pogodnija od nepolarnih. Ipak ako postoji problem u upojnosti drvne građe nepolarna otapala koja stvaraju manje viskozne otopine, a i sama su uponija od polarnih trebala bi se koristiti1. Koncentracije konsolidanta u otopini trebale bi biti što je moguće više s obzirom na mogućnost upojnosti drveta. Potpuna konsolidacije za sada možda nije moguća čak i primjenom vakuuma, što zbog činjenice da potpunu prodornost otopljenog konsolidanta nije moguće izvesti ili zbog dijelomične povratne migracije tvari (konsolidanta) koja je eksperimentalno uočena. U svakom slučaju više će se konsolidanta zadržati na površini nego u središtu objekta. Tako neujednačena distribucija konsolidanta nije nužno loša jer tako ojačana površina pospješit će čvrstoću i upojnu otpornost, a također poboljšava jačinu na lijepljenim dijelovima.

### Rekonstrukcije
- rekonstrukcije od izvornog materijala

- rekonstrukcije od polimernih materijala

- rekonstrukcije od gipsa

## Konzervacija arheološkog drveta

### Dokumentiranje zatečenog stanja
Sustavno i kvalitetno vođena dokumentacija se danas podrazumijeva kao bitan preduvjet kvalitetno provedenog konzervatorsko restauratorskog tretmana, a uključuje kako dokumentiranje stanja predmeta prije, tijekom i nakon zahvata, tako i obavezno navođenje svih materijala i postupaka korištenih pri radu, kao i rezultate eventualnih znanstvenih ispitivanja provedenih na predmetu. Sastavni dio dokumentacije mora biti i preporuka za daljnje čuvanje predmeta.Kod arheoloških predmeta poželjno ie i da dio dokumentacije budu napomene vezane za nalaženje predmeta,kao npr.podaci o dubini i vrsti tla,odnosno dubini vode te kretanju vodenih struja,te eventualnoj prisutnosti makro i   mikro organizama.

### Promišljanje o opsegu i posljedicama zahvata
Poželjno je da u ovo promišljanje bude uključeno što više stručnjaka,kao minimum možemo uzeti arheologa,stručnjaka za propadanje drveta,te samog konzervatora restauratora.

### Konsolidacija mokrog arheološkog drveta

#### Polietilen glikol (PEG) metoda
Za veće objekte:
100 gr PEG 4000
900 ml vode destilirane
1 gr natrij pentaklorfenolat
Temperatura kupke 30 C.Vrijednost pH 7,5(koristiti 10 % otopinu natrij karbonata kao pufer).Vodu koja hlapi stalno dopunjavati s 10 % otopinom,po postizanju bezvodne otopine temperaturu podići na 70 C.
Za manje objekte:
50 dijelova PEG 1000/50 dijelova etanola pri 65 C
Trajanje 20 - 30 dana.
Predmete prije tretmana tretirati 2-3 % formalinom,vodu ukloniti etanolom-

#### Natapanje saharozom
50 gr saharoze
1000 ml destilirane vode
1 gr natrij pentaklorfenolat
Temperatura otopine 20 C.Tijekom 3 dana podići postupno koncentraciju s 50 gr saharoze,na 1000 gr saharoze na 1000 ml destilirane vode.Trajanje oko 70 dana,potom sušiti pod pijeskom do oko 60 dana.

#### Natapanje mješavinom Aceton-Kalofonij
KOd ove metode vodu nadomještamo s prirodnom smolom - kalofonijem.Namijenjeno tvrđim vrstama drveta,za koje PEG postupak nije uporabiv.
Postupak je uporabiv i za predmete od drveta i metala.Može se izvoditi i na sobnoj temperaturi,umjesto acetona se može koristiti alkohol.Obrađeni predmeti   su prilično krhki.
1.Dobro isprati predmete
2.Ukloniti vodi sukcesivnim kupkama u acetonu.Za 5 - 10 cm debele objekte treba po 4 dana u svakoj kupki,za tanje je dosta 2 dana.Voda mora biti potpuno uklonjena,jer je inkompatibilna s kalofonijem.
3.Staviti predmet u potpuno zatvorenu posudu s otopinom kalofonija u acetonu,pri 52 C.Koristiti samo kalofonij u grudama ,ne onaj u prahu
Omjer 67 %  smole/33 % acetona.
4.Izvaditi tretirani predmet,suvišak obrisati krpom namočenom u aceton.

#### Konzerviranje pomoću melaminske smole
Koristi se melaminska smola Kauramin 800.Predmete treba prethodno očistiti te ukloniti eventualno prisutne kiseline koje bi mogle uzrokovati prerano stvrdnjavanje.Koristi se 25 % otopina smole.Smola se stvrdnjava višednevnim izlaganjem temperaturi od 60 C.Ireverzibilan postupak.

#### Natapanje mješavinom Alkohol-Eter
Opasno - mogućnost eksplozije!Bolje izbjegavati!No usprkos prethodno rečenom i danas se koristi.

#### Natapanje   mješavinom Kamfor-Alkohol
Nešto manje opasan od prethodnog,no također baziran na vrlo zapaljivim tvarima!

#### Smrzavanje
Prije smrzavanja na - 32 do - 40 C tretirati s 10 - 15 % vodenom otopinom PEG 400.

#### Tretman silikonskim uljem
Objekte prvo potopiti u etanol na 1 sat ,pod vakumom(10 kg).Nakon toga također pod vakumom stavljamo objekt na 1 sat u aceton.Zatim izmjerimo primjerenu količinu SFD-1 silikonskog ulja pomiješanog s 4 % izobutiltrimetoksisilana.U ovu mješavinu uroniti predmet(slab vakum - 5 kg!)na 12 sati.
Potom predmete vadimo i suvišak ulja uklonimo suhom krpom.Na kraju predmet stavimo u hermetički zatvorenu posudu zajedno s malom količinom FASCAT 4200 Catalyst-a u tanjuriću,te ovu posudu stavljamo u sterilizator zagrijan na 52 C.Postupak je primjenjiv i na druge arheološke predmete organskog porijekla.Mana mu je ireverzibilnost.

## Školovanje konzervatora restauratora drveta
Školovanje konzervatora restauratora predmeta od drva je   kod nas moguće u Zagrebu i Splitu(slike na dasci,polikromna skulptura) i Dubrovniku(namještaj).Specijalističkog školovanja za konzervaciju arheološkog drveta trenutačno kod nas nema.

## Zakonska regulativa i zaštita prava konzervatora restauratora
Ako izuzmemo opće zakonske akte rad konzervatorsko-restauratorske službe u Hrvatskoj ,pa i restauratora predmeta od drva danas prije svega određuju sljedeći propisi:
Za restauratore i restauratore tehničare koji rade u Hrvatskom restauratorskom zavodu,Hrvatskom državnom arhivu,Nacionalnoj i sveučilišnoj knjižnici,te samostalno,odnosno za restauratore i preparatore koji rade u muzejima:
- Pravilnik o stručnim zvanjima za obavljanje poslova na zaštiti i očuvanju kulturnih dobara te uvjetima i načinu njihova stjecanja (NN 104/19)

- Pravilnik o uvjetima za dobivanje dopuštenja za obavljanje poslova na zaštiti i očuvanju kulturnih dobara (NN 98/18)

## Preventivna konzervacija
45-55 % relativne vlažnosti zraka,19-24 C temperature.Kod arheološkog mokrog drveta tretiranog s PEG otopinama obavezno ispod 60 % relativne vlažnosti,temperatura 15-20 C.Osvjetljenje d0 150 lx za oslikane ili lakirane predmete ,kod predmeta oslikanih bojilima do 50 lx,netretirano drvo do 200 lx.

## Slobodni softver uporabljiv u konzervaciji predmeta od drveta
- PEGcon - software za određivanje PEG koncentracije u konzervaciji arheološkog mokrog drveta  Arhivirana inačica izvorne stranice od 23. lipnja 2012. (Wayback Machine)
- The Modular Cleaning Program,[4]autor Chris Stavroudis,po metodi Richarda Wolbersa
- Solvent solver,autor Mark Ormsby,kalkulator za rad po TEAS parametrima topivosti[5]
- besplatni američki program za vodenje restauratorske dokumentacije[6]
- besplatni operacijski sustavi: sve Linux distribucije (npr. Debian, Ubuntu, Fedora ,Puppy Linux...)
- besplatne alternative Microsoft Word(R)-u: OpenOffice.org,LibreOffice, AbiWord
- uređivanje fotografija:GIMP, VIPS,[7] ImageJ
- slobodni preglednici slika:GQview,Xnview,IrfanView
- stolno izdavaštvo, izrada plakatnih prezentacija: Scribus

## Vanjske poveznice
- ON THE REVERSIBILITY OF CONSOLIDATION TREATMENTS OF DETERIORATED WOOD WITH SOLUBLE RESINS  Arhivirana inačica izvorne stranice od 5. ožujka 2016. (Wayback Machine)
- Wood conservation  Arhivirana inačica izvorne stranice od 2. rujna 2012. (Wayback Machine)
- Painted Wood - History and Conservation
- Establishing standards for allowable microclimatic variation for polychrome wood[neaktivna poveznica]
- [neaktivna poveznica]
- CONSERVATION OF THE WOOD OF THE SWEDISH WARSHIP VASA OF A.D. 1628
- Methodology for the Conservation of Polychromed Wooden Altarpieces  Arhivirana inačica izvorne stranice od 27. svibnja 2012. (Wayback Machine)
- ХИМИЧЕСКИЕ МАТЕРИАЛЫ В РЕСТАВРАЦИИ ДЕРЕВА  Arhivirana inačica izvorne stranice od 18. listopada 2014. (Wayback Machine)
- АРХЕОЛОГИЧЕСКОЕ ДЕРЕВО  Arhivirana inačica izvorne stranice od 22. listopada 2014. (Wayback Machine)
- RE-CONSERVATION OF WOOD FROM THE SEVENTEENTH-CENTURY SWEDISH WARSHIP THE VASA WITH ALKOXYSILANES  Arhivirana inačica izvorne stranice od 11. kolovoza 2014. (Wayback Machine)
- Wood Science for Conservation of Cultural Heritage – Florence 2007
- Machteld Jacques Het reinigen van hout zonder afwerking: een vergelijkend onderzoek naar droogreinigingsmiddelen.  Arhivirana inačica izvorne stranice od 20. veljače 2021. (Wayback Machine)

Video zapisi
- Madonna in Trono col Bambino " del Museo Nazionale del Palazzo di Venezia